# Америчка црква у Паризу
Америчка црква у Паризу је прва америчка црква успостављена ван Сједињених Америчких Држава. Основана је 1814. године, а на данашњој локацији,  се налази од 1931. године.

## Историја
Амерички протестанти су 1814. године почели одржавати службе у својим домовима у Паризу и у храму Оратоир ду Лувр. Прво америчко светилиште је саграђено 1857. године.
Америчка црква је служила као центар окупљања американаца у дијаспори.

## Садашњост
Америчка црква наставља са службом за многе протестанте у Паризу који говоре енглески. Црквена заједница се састоји од преко 40 различитих нација и преко 35 различитих хришћаннских вероисповести. Богослужење изводе старији пастор, помоћник пастора, млади пастор и пастор у пензији који је задужен за венчања.  
Особље, као и заједница, се такође састоји од чланова различитог порекла и вероисповести.  
Црквом руководи веће које се састоји из свештеника задужених за: комуникације, живот у заједници, хришћанско образовање, развој и имовину, финансије и управљање, људске ресурсе, Евангелизам.  
Зграда у оквиру цркве садржи две предшколске установе, разноразне групе за опоравак, часове фитнесa, Кунг-фу, кошаркашку лигу и пружају помоћ у тражењу смештаја и посла. 

## Галерија
- Улаз у цркву
- Двориште, парохијска кућа са десне стране и светилиште са леве стране
- Олтар и оргуље
- Интериор